# 手樽站
手樽站（日语：／ Tetaru eki */?）是一位於日本宮城縣松島町，隸屬於東日本旅客鐵道（JR東日本）的鐵路車站。
車站因2011年的東北地方太平洋沖地震及引發的海嘯影響，雖然整體車站結構及設施沒有太大受損，候車室及月台仍可保留使用，只有近出入口的月台表面有少量裂紋，但因為連接部份出現了大規模的破壞，令列車無法通行，因此須暫停營業，直至路段上其他受損的部份重建後，於2015年5月30日，隨全線復舊而重新投入服務。

## 車站結構
現時採用簡易車站模式，不設有站舍，車站出入口設於月台末端向高城町站方向，為無障礙斜道，並且在該處裝置了出、入站專用的Suica感應器。整個月台為全露天設計，有效長度為4輛，中央部份建有1座候車室，室內設置了數張座椅及1部乘車站證明書發行機。列車靠站時，往石卷方向為右側上落，往青葉通方向則為左側上落。

## 歷史
- 1928年4月10日：宮城電氣鐵道（日语：宮城電気鉄道）手樽站開業。
- 1944年5月1日：宮城電氣鐵道國有化，改為日本國有鐵道車站，並改稱陸前富山站。
- 1952年11月22日：包括車站範圍內的用地，被日本政府根據「昭和28年文化財保護委員會告示第44號」規定，歸納為「特別名勝」內[3]。
- 1956年：車站附近進行大規模围垦工程[4]，以增加該處用地。
- 1958年10月1日：無人化[5]。
- 1968年：「手樽代行围垦事業」完成[4]。
- 1987年4月1日：國鐵分割民營化、車站由JR東日本繼承。
- 2003年10月26日：可使用IC卡「Suica」。
- 2011年3月11日：東北地方太平洋沖地震，受海嘯影響而暫停營業。
- 2015年5月30日：仙石線全線復舊，再營業。但仙石東北線列車並不在此停車[6]。

## 利用狀況
| 乘車人數推算 | 乘車人數推算 |
| 年度         | 一日平均人數 |
| ------------ | ------------ |
| 1999年       | 20           |
| 2000年       | 19           |
| 2001年       | 12           |
| 2002年       | 9            |
| 2003年       | 12           |
| 2004年       | 14           |

2005年後的乘車人數資料欠奉。

## 相鄰車站
東日本旅客鐵道
■仙石線
□特別快速、■快速（紅快速）、■快速（綠快速）（※以上為仙石東北線系統）
通過
■普通
高城町－手樽－陸前富山

## 外部連結
- JR東日本手樽站官方網頁 （页面存档备份，存于） （日語）